# Souani
Souani là một đô thị thuộc tỉnh Tlemcen, Algérie. Dân số thời điểm năm 2002 là 8.227 người.